# Марте (футбольний клуб)
«Марте» (ісп. Club Deportivo Marte) — професіональний мексиканський футбольний клуб з міста Куернавака у штаті Морелос.

## Історія
Клуб заснований у Мехіко, але в 1950-х роках переїхав до Куарневаки. На ранньому етапі історії клубу в ньому виступали переважно військовослужбовці.

### Аматорська ера
Вперше в чемпіонаті Мексики «Марте» зіграв у сезоні 1928/29 років. На початку аматорського періоду команда виграла два перших чемпіонства у трьох сезонах.

#### Перший успіх
Першого значного успіху в історії клуб досяг у сезоні 1928/29 років. клуб завершив чемпіонат з 14-ма очками у 8 матчах, здобула 7 перемог та зазнала 1 поразки (у той час за перемогу нараховували 2 очки). Гравці команди входили до складу національної збірної Мексики на чемпіонаті світу 1930 року в Уругваї.
|   | Клуб           | Іг | В | Н | П | Очки |
| 1 | Марте          | 8  | 7 | 0 | 1 | 14   |
| 2 | «Реал Еспанья» | 8  | 6 | 1 | 1 | 13   |
| 3 | «Америка»      | 8  | 5 | 1 | 2 | 11   |
| 4 | «Атланте»      | 8  | 5 | 0 | 3 | 10   |
| 5 | «Некакса»      | 8  | 5 | 0 | 3 | 10   |
| 6 | «Астуріас»     | 8  | 3 | 1 | 4 | 7    |
| 7 | «Жерманія»     | 8  | 2 | 0 | 6 | 4    |
| 8 | «Ауррера»      | 8  | 0 | 2 | 6 | 2    |
| 9 | «Мехіко»       | 8  | 0 | 1 | 7 | 1    |

## Досягнення
- Аматорський чемпіонат Мексики
  -  Чемпіон (2): 1928/29, 1942/43

- Прімера Дивізіон Мексики
  -  Чемпіон (1): 1953/54

- Сегунда Дивізіон (професіональний період)
  -  Чемпіон (1): 2000 (Варано)

- Чемпіон чемпіонів (аматори)
  -  Володар (1): 1943 («Марте» vs. «Моктезума»)

- Чемпіон чемпіонів
  -  Володар (1): 1954 («Марте» vs. «Амеріка»)

## Відомі гравці
- Оскар Бонфільо
- Іларіо Лопес
- Карлос Бланко
- Хосе Луїс Борболья
- Рауль Карденас
- Луїс де ла Фуенте і Ойос
- Іларіо Лопес
- Маріо Очоа
- Ектор Ортіс Бенітес
- Луїс Перес
- Маріо Перес Пласенсія
- Луїс Габріель Рей
- Раймундо Родрігес
- Хорхе Ромо
- Енріке Сесма
- Антоніо Мохамед
- Хуан Туньяс